# Doratura arenicola
Doratura arenicola är en insektsart som beskrevs av Logvinenko 1975. Doratura arenicola ingår i släktet Doratura och familjen dvärgstritar. Inga underarter finns listade i Catalogue of Life.